# Фрей Руис-Тагле, Эдуардо
Эдуа́рдо Альфре́до Хуа́н Берна́рдо Фрей Руи́с-Та́гле (исп. Eduardo Alfredo Juan Bernardo Frei Ruiz-Tagle; род. 24 июня 1942, Сантьяго, Чили) — чилийский государственный деятель, 32-й президент Чили с 11 марта 1994 по 11 марта 2000 года. Старший сын президента Чили Эдуардо Фрея Монтальвы.

## Биография
Получил инженерное образование в Университете Чили. Принимал участие в студенческом движении, с 1958 года присоединился к христианским демократам, в 1964 году активно участвовал в предвыборной кампании отца.
В 1988 году основал «Комитет за свободные выборы». На первых после военной диктатуры свободных выборах избран в Сенат. С 1992 председатель Христианско-демократической партии.
На президентских выборах 1993 года был выдвинут кандидатом в президенты от Коалиции партий за демократию (КПД), победил, набрав 58 % голосов.

### После президентства
После окончания президентского срока стал как экс-президент пожизненным сенатором. В 2005 году в результате конституционной реформы пожизненное членство в Сенате было отменено. На парламентских выборах 2005 года баллотировался в Сенат и был избран. В 2006—2014 годах сенатор. В 2006—2008 годах председатель Сената (как и его отец, избранный после президентства в Сенат и ставший его председателем).
Кандидат в президенты от КПД на выборах 2010 года. В первом туре занял второе место, набрав 29,6 % голосов. Во втором туре набрал 48 % и уступил Себастьяну Пиньера.